# Euchaetes cyclica
Euchaetes cyclica là một loài bướm đêm thuộc phân họ Arctiinae, họ Erebidae.